# Spirama ochrithorax
Spirama ochrithorax är en fjärilsart som beskrevs av Embrik Strand 1914. Spirama ochrithorax ingår i släktet Spirama och familjen nattflyn. Inga underarter finns listade i Catalogue of Life.